# Leopold Ritter von Dittel
Leopold Ritter von Dittel (Fulnek, 29 maggio 1815 – Vienna, 28 luglio 1898) è stato un chirurgo austriaco.

## Biografia
Dittel conseguì il dottorato in medicina nel 1840 presso l'Università di Vienna, e da giovane lavorò come medico a Trentschin-Teplitz. Dal 1853 al 1857, fu assistente di Johann von Dumreicher (1815-1880) e assistente chirurgico all'ospedale universitario di Vienna. Più tardi, divenne capo chirurgo della Allgemeine Krankenhaus e nel 1865 ottenne il titolo di professore associato.
È accreditato per lo sviluppo di una serie di pratiche diagnostiche e chirurgiche innovative nel campo della medicina genitourinaria. È ricordato per il suo lavoro diagnostico pionieristico con il cistoscopio, un dispositivo che fu inventato dell'urologo Maximilian Nitze (1848-1906). In urologia, il cistoscopio viene utilizzato per il rilevamento endoscopico dei tumori della vescica e di altri disturbi urinari. Con Félix Legueu (1863-1939) ed Émile Forgue (1860-1943), fu chiamata l'operazione "Dittel-Forgue-Legueu", definita come una procedura chirurgica per la chiusura delle fistole vescico-vaginali (VVF).
Uno strumento medico utilizzato per il trattamento della stenosi dell'uretra, noto come "Sounding", prende il nome da lui.

## Opere
- Ueber Klumpfuss, (1851).
- Skoliose, (1853)
- Beiträge zur Pathologie und Therapie der Männlichen Geschlechtstheile, (1859).
- Sekundäre Luxation des Hüftgelenkes, (1861).
- Der Kathederismus, (1864)
- Beitrag zur Lehre der Hypertrophie der Prostata, in Oesterreichischer Medizinischer Jahrbericht, (1867).
- Der Steinsauger, in Allgemeine Wiener Medizinische Zeitung, (1870)
- Die Stricturen der HarnrÖhre (in Franz von Pitha - Theodor Billroth Handbuch der Chirurgie), (1872).
- Zur Behandlung der Hypertrophie der Vorsteherdrüse in Wiener Medizinische Wochenschrift, (1876).
- Operationen der Blasensteine, (1880).
- Nierencalculose, (1881).